# Максимовский сельский совет (Запорожская область)
Максимовский сельский совет (укр. Максимівська сільська рада) — входит в состав Вольнянского района Запорожской области Украины. Административный центр сельского совета находится в селе Максимовка.

## История
Максимовский сельский совет основан в 1957 году.

## Населённые пункты совета
- Максимовка
- Казачье
- Крутой Яр
- Новофёдоровка
- Трудолюбовка
- Широкое